# ツキナミ
『ツキナミ』は、分島花音の3枚目のアルバム。2015年2月25日にワーナー・ブラザース ホームエンターテイメントより発売された。

## 概要
分島花音のアルバムとしては前作『少女仕掛けのリブレット 〜LOLITAWORK LIBRETTO〜』より約5年ぶりのリリースとなった。
アニメのタイアップ曲、10代の頃に作りまだ音源化されていなかった楽曲などを中心に全11曲収録。
本作は完全限定生産仕様、特典BD付仕様、CDのみの3形態がリリースされた。完全限定生産仕様は分島花音が描き下ろしたLPサイズの紙ジャケットになっており、「signal」「killy killy JOKER」「world's end, girl's rondo」のシングル3作品及び「ツキナミ」のMVが収録されたBDと、しきみ、今井キラ、南方研究所、分島花音によるイラストカード4種がそれぞれ封入されている。また特典BD付仕様にも、同内容のBDが封入されている。

## 収録曲

### CD
全作詞・作曲：分島花音
1. killy killy JOKER
  - 編曲：千葉"naotyu-"直樹

5thシングル表題曲。
テレビアニメ『selector infected WIXOSS』オープニングテーマ
2. ツキナミ
  - 編曲：千葉"naotyu-"直樹

テレビ東京『アニメマシテ』2015年2月期エンディングテーマ
3. さんすくみ
  - 編曲：白神真志朗
4. チョコレート
  - 編曲：sugarbeans
5. signal
  - 編曲：千葉"naotyu-"直樹

4thシングル表題曲。
テレビアニメ『ストライク・ザ・ブラッド』エンディングテーマ
6. ファールプレーにくらり
  - 編曲：千葉"naotyu-"直樹

3rdシングル表題曲。
テレビアニメ『To LOVEる -とらぶる- ダークネス』エンディングテーマ
7. サクラメイキュウ
  - 編曲：千葉"naotyu-"直樹

3rdシングル表題曲。
PSPゲーム『フェイト/エクストラ CCC』主題歌
8. 芸術家のかわいい想像たち
  - 編曲：sugarbeans
9. ナイチンゲール
  - 編曲：sugarbeans
10. world's end, girl's rondo
  - 編曲：江口亮

6thシングル表題曲。
テレビアニメ『selector spread WIXOSS』オープニングテーマ
11. モンスター・スター
  - 編曲：sugarbeans

### BD
1. signal Music Video
2. killy killy JOKER Music Video
3. world's end, girl's rondo Music Video
4. ツキナミ Music Video